# 한국남성협의회
한국남성협의회는 대한민국의 시민단체, 남성 인권 운동 단체로 1999년 1월에 창립되었다. 초대 대표는 이경수이다.

## 주요 활동
- 2000년 12월 EBS 주최 여성부장관 취임 일성으로 성범죄에 대한 강력한 처벌(처벌주체 남성)을 주장하자 이경수 회장, 정성환 사무총장 외 7명이 배심원으로 참석하여 남성권익 및 성의가치에 대한 강력한 옹호발언 주장.
- 2001년 5월 한국남성들의 삶의 현장에서 겪는 성역차별에 대한 각종 상담 및 고중처리 1000회 이상 서포트 및 지원
- 2003년 1월 6일 헌법재판소에 이경수 회장, 김재경, 장영학 이름으로 현행 정부조직법 위헌 헌소를 제기하였다. 같은 날짜에 정부인수위원회 국민참여센타에 남성부를 설치하라.(남성부 설치가 왜 이토록 긴요한가!)라는 건으로 문서를 접수하다.
- 2003년 1월 인권위와 방송 등에 출연하여 남성부 설치를 주장
- 2003년 9월 10일 남성 상담전화인 남성의 전화(Mens line) 설치
- 2003년 12월 2일 남성 상담기관인 한국인권센터 설치
- 2004년 12월 4일 서울 종로3가 파고다공원 앞에서 한국남성 협의회 주최로 남녀역차별 항의 시위
- 2007년 2월 15일 기자회견 - 서울 서초구 서초동 법조(법원)기자실에서 중앙일간지(조선, 동아, 중앙, 경향, 한겨레, 연합통신, 세계, 국민일보, YTN, MBN 등) 기자회견. 이때 1. 헌법개정의 안(포괄적확대, 차별조항철폐), 2. 여성부와 여성단체가 공동으로 추진하는 성관련법 입법제정과 관련하여 이의 제정 시행을 즉각 중단할 것을 요구하다.
- 2007년 12월 13일 대통령 직무정지 가처분을 헌법재판소에 신청하다. 한국남성협의회 이경수 회장의 회원 명의로 서울행정법원 2007아2735호로 당시 노무현 대통령에 대한 국정파탄의 책임을 물어 대한민국 내에서 발생한 신용불량자 450만명, 청년실업자 150만명, 가계의부채 610조4638억원, 생활고의 자살자 87,000명 등 엄청난 국가적 위기의 초래로 국민의 삶의 고통 가중시킨 책임에 대하여 대통령 직무정지 가처분신청을 위 일자에 제기하여 엄정한 심사를 받음

## 공익 소송
- 2003년 1월 28일 헌법소원 재기건과 관련하여 남성의 대표변호사로 서초동 가창기 변호사를 선임하여 헌법재판소에 정식 접수
- 2003년 10월 8일 국군간호사관학교 입학과 관련 특정의 성에 관하여 입학의 제한, 불허하는 것에 대한 한국남성에 대하여 역성차별이라하여 국가인권위원회에 이경수, 장영학, 김남혁 공동명의로 진정서를 접수
- 2004년 1월 12일 간호사관학교와 여자대학 관련 국가인권위에 진정서 접수. 한국의 유수 여자대학교입학과 관련하여 세계 최초이며, 최고의 걸작품으로 특정성에 대한 모집제한, 불허에 중대한 인권적 성차별이며 향학열에의 불타는 대다수의 한국의 청소년과 젊은 청년들에게 배움의 길을 열어달라는 이경수 회장, 장영학 사무차장, 김남혁 청년3국장의 이름으로 국가인권위원회에 진정서를 접수,
- 2010년 1월 13일 교육과학기술부장관, 국방부장관 앞으로 진정서를 보냄

- 현역과 군제대자에 대하여 처우의 현실화와 보상대책을 즉각적으로 강구하라.
- 두발과 수염을 기를 수 있는 자유를 허하라.
- 2010년 2월 12일자로 교육과학기술부장관이 이경수 회장 앞으로 긴급문건으로 하여 차별적 조항들을 철폐할 것이라고 전달받다.
- 2010년 2월 23일 사교육 철폐와 학벌제도의 대개혁을 요구하는 진정서를 제출하고 교육부를 국가인권위원회에 제소. 학벌 철폐로 모든 국민이 억울하지 않으며 편견받지 아니하며 공정한 게임과 룰에서 생존의 법칙에 충실할 수 있는 바탕을 조성토록..